# 幾何標準差
在機率論與統計學中，幾何標準差形容一組數值有多分散，用於當這一組數字理應優先選用的平均數為幾何平均數之時。對於這類數據，幾何標準差可能優於普通的標準差。留意幾何標準差是個乘法因數，因此是無因次的，而不似普通的算術標準差，與輸入數值有同樣的因次。

## 定義
若一組數字{A1, A2, ..., An}的幾何平均數用μg表示，則幾何標準差是
{\displaystyle \sigma _{g}=\exp \left({\sqrt {\sum _{i=1}^{n}(\ln {A_{i} \over \mu _{g}})^{2} \over n}}\right)\qquad \qquad (1)}

## 推導
若幾何平均數是
{\displaystyle \mu _{g}={\sqrt[{n}]{A_{1}A_{2}\cdots A_{n}}}}
則兩邊取自然對數得
{\displaystyle \ln \mu _{g}={1 \over n}\ln(A_{1}A_{2}\cdots A_{n})}
乘積的對數等於對數的和（假設對於所有{\displaystyle i}，{\displaystyle A_{i}}是正數），所以
{\displaystyle \ln \mu _{g}={1 \over n}[\ln A_{1}+\ln A_{2}+\cdots +\ln A_{n}]}
現在可以看出{\displaystyle \ln \,\mu _{g}}是這組{\displaystyle \{\ln A_{1},\ln A_{2},\dots ,\ln A_{n}\}}的算術平均數，因此這同一組的算術標準差應為
{\displaystyle \ln \sigma _{g}={\sqrt {\sum _{i=1}^{n}(\ln A_{i}-\ln \mu _{g})^{2} \over n}}}
這化簡成
{\displaystyle \sigma _{g}=\exp {\sqrt {\sum _{i=1}^{n}(\ln {A_{i} \over \mu _{g}})^{2} \over n}}}

## 幾何標準分數
標準分數的幾何版本是
{\displaystyle z={{\ln(x)-\ln(\mu _{g})} \over \ln \sigma _{g}}={\log _{\sigma _{g}}(x/\mu _{g})}}
若已知一個數據的幾何平均數、幾何標準差、和幾何標準分數，則可重構原始分數
{\displaystyle x=\mu _{g}{\sigma _{g}}^{z}}

## 與對數正態分佈的關係
幾何標準差用於量度對數正態分佈的離散程度，就如幾何平均數。由於對數正態分佈通過對數變換得出正態分佈，可見幾何標準差是e的冪，指數為對數變換後的標準差，即是{\displaystyle \sigma _{g}=\exp(\operatorname {stdev} (\ln(A)))}。
於是乎，從一個呈對數正態分佈的母體中，抽取樣本來計算出幾何平均數和幾何標準差，可用來找出置信區間的上下限，如同使用算術平均數和標準差求正態分佈的置信區間。詳見對數正態分佈。